# Ozerna (rejon pohrebyszczeński)
Ozerna (ukr. Озерна) – wieś na Ukrainie w rejonie pohrebyszczeńskim, obwodu winnickiego.

## Literatura
- Ozierna 1.) wieś powiat skwirski, 6 w. od Berezianki, [w:] Słownik geograficzny Królestwa Polskiego, t. VII: Netrebka – Perepiat, Warszawa 1886, s. 787.